# Poliobotys ablactalis
Poliobotys ablactalis là một loài bướm đêm trong họ Crambidae.

## Hình ảnh

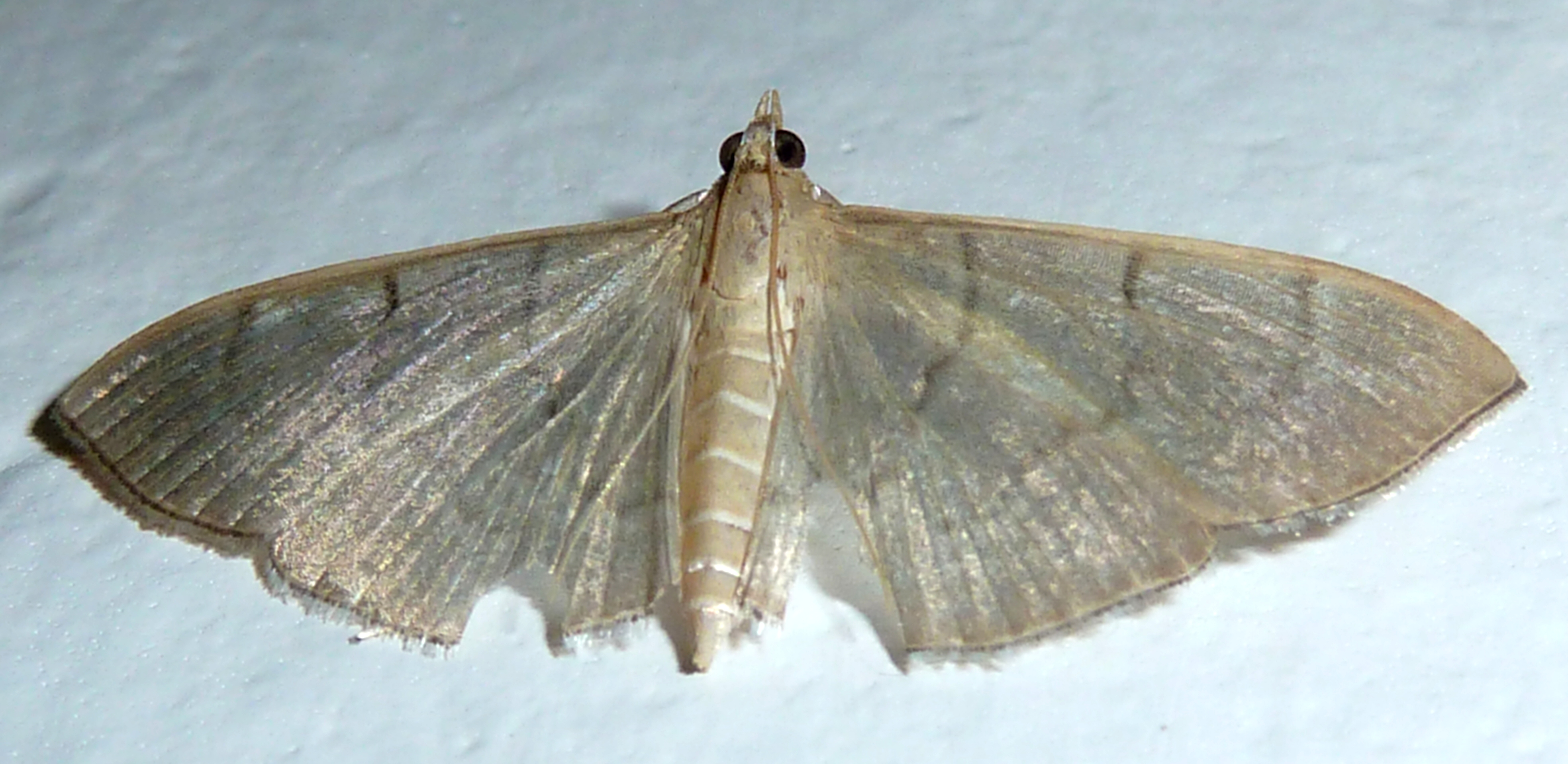